# يوهانس أويسترلينج
يوهانس أويسترلينج (بالألمانية: Johannes Oesterling)‏ (مواليد 3 فبراير 1983) هو سبّاح ألماني، مثّل بلاده في الألعاب الأولمبية الصيفية 2004.

## روابط خارجية
يوهانس أويسترلينج على موقع الاتحاد الدولي للسباحة (الإنجليزية)
- يوهانس أويسترلينج على موقع SwimRankings.net (الإنجليزية)
- يوهانس أويسترلينج على موقع اللجنة الأولمبية الدولية (الإنجليزية)
- يوهانس أويسترلينج على موقع أوليمبيديا (الإنجليزية)